# The School for Moral Ambition
A The School for Moral Ambition é uma fundação holandesa sem fins lucrativos cofundada, em 2024, pelo autor Rutger Bregman, Harald Dunnink, Jan-Willem van Putten, Julia van Boven e Ruben Timmerman.
O livro mais recente de Bregman, Moral Ambition, desafia as métricas convencionais de sucesso profissional (como salários altos e títulos de prestígio) e incentiva os profissionais a redirecionarem os seus talentos para abordar questões globais urgentes, como alterações climáticas, desigualdade e pandemias.
Bregman afirmou que está legalmente obrigado a doar todos os lucros do livro para esta fundação sem fins lucrativos. Bregman também declarou que deixou o conselho executivo da fundação e já não tem mais controlo direto sobre as decisões de gastos, com o objetivo de evitar qualquer conflito de interesses.